# Jacobo Pérez-Enciso
Jacobo Pérez-Enciso (Madrid, 1954) es un ilustrador y diseñador español.

## Biografía
Nació en Madrid en el año 1954 en el seno de una familia de cinco hermanos y de padre arquitecto. Estudió tres años en la escuela de Arquitectura. Después de un año en Ciencias de la Imagen, monta con unos amigos un estudio de diseño e ilustración y editan Dezine, revista con una concepción distinta al panorama desde entonces. En 1980, se centra en diseño gráfico y años más tarde comienza a ilustrar para revistas como Vogue, El Europeo, Madrid Me Mata, Sur-Express, Cambio 16 y El País Semanal son algunos de los trabajos. También ha realizado proyectos de diseño industrial.
Ha realizado trabajo para entidades como Canal+, Hermès, ONCE, Centro Dramático Nacional, Universidad Carlos III, Ayuntamiento de Madrid y Comunidad de Madrid, entre otras.